# Wieluńska Kolej Dojazdowa
Wieluńska Kolej Dojazdowa – nieczynna kolej wąskotorowa o rozstawie szyn 750 mm.

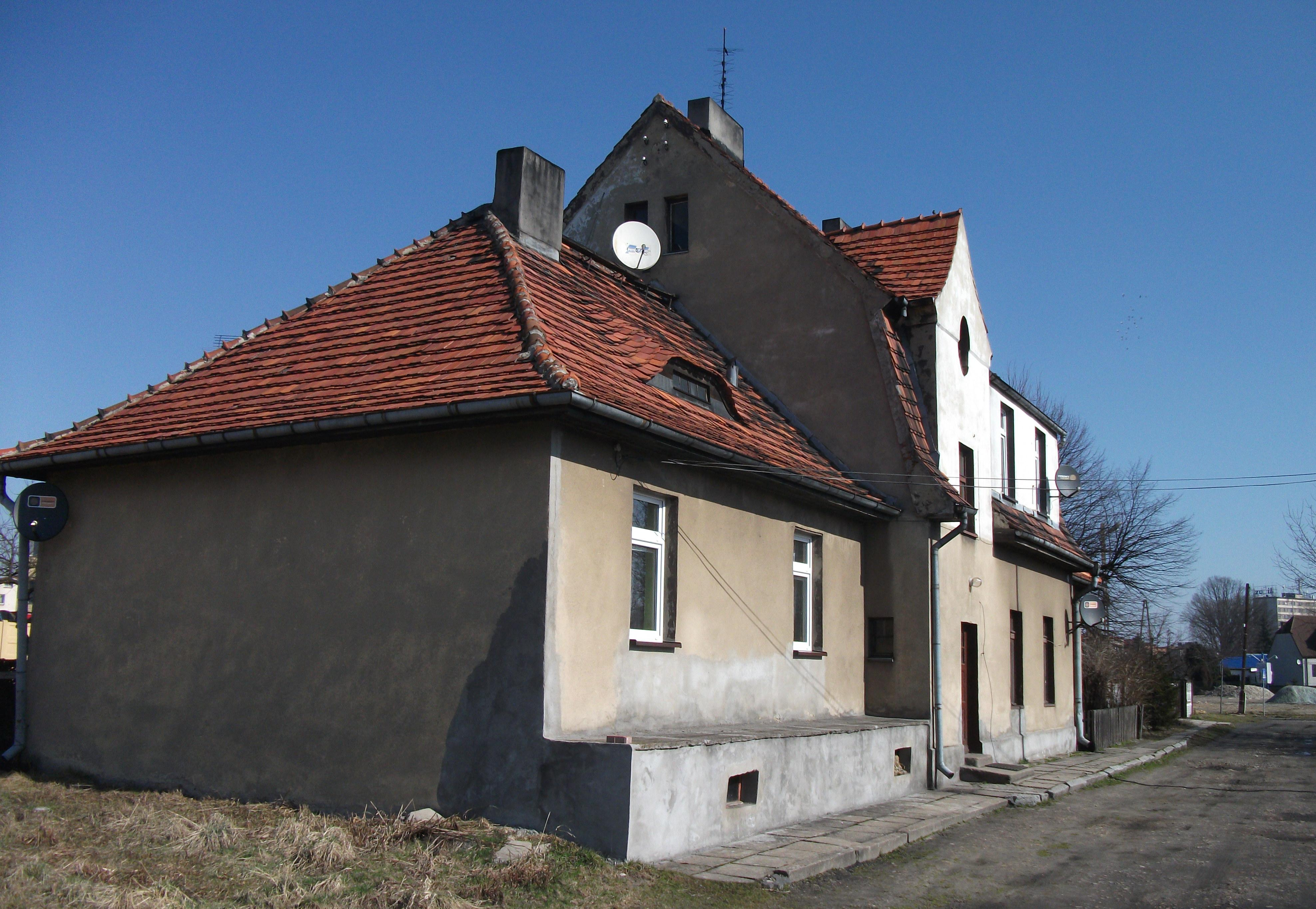
Budynek byłej stacji kolejowej Wieluń Wąskotorowy

13 listopada 1896 roku otwarto linię o długości 18 km na trasie Rosenberg (Olesno) – Landsberg (Gorzów Śląski). W 1899 r. zdecydowano o wydłużeniu linii do miejscowości Zawisna pod Praszką, przy granicy z zaborem rosyjskim. Podczas I wojny światowej władze niemieckie zdecydowały o przedłużeniu i rozgałęzieniu linii do Sieradza i Radomska, jednak prace zrealizowano tylko na odcinkach sięgających do Niedzielisk i Lisowic. W 1917 roku sieć Wieluńskiej Kolei Dojazdowej liczyła prawie 82 km.
Po przejęciu części terenów przez władze polskie, ruch utrzymano, jednak zlikwidowano odnogę do Lisowic, a w zamian w 1926 r. oddano odnogę do normalnotorowej stacji Wieluń na linii Kalety – Wieruszów. W niemieckiej części sieci linia Landsberg – Rosenberg w 1928 roku została przekuta na tor normalny. 31 sierpnia 1987 roku z Wielunia do Praszki wyjechał ostatni pociąg osobowy, a w grudniu 1988 roku zapadała decyzja o likwidacji Wieluńskiej Wąskotorówki.